# Pyrgus cirsii
Pyrgus cirsii é uma espécie de insetos lepidópteros, mais especificamente de borboletas pertencente à família Hesperiidae.
A autoridade científica da espécie é Jules Pierre Rambur, tendo sido descrita no ano de 1839.
Trata-se de uma espécie presente no território português.